# Il Calibano di Asimov
Il Calibano di Asimov (Isaac Asimov's Caliban) è un romanzo di fantascienza dello scrittore statunitense Roger MacBride Allen, pubblicato nel 1993. Il romanzo è il primo di una trilogia ambientata nell'universo immaginario di Asimov, nella quale vengono introdotti nuovi tipi di robot positronici, frutto di una discussione tra l'autore e lo stesso Asimov.

L'ambientazione del romanzo è quella dei mondi Spaziali dei libri del ciclo dei robot di Asimov e si inserisce cronologicamente tra I robot e l'Impero e i romanzi del ciclo dell'Impero come Il tiranno dei mondi.

## Trama
Circa cento anni dopo gli eventi narrati ne I robot e l'Impero, sul pianeta spaziale di Inferno la situazione sociopolitica ed ecologica è esplosiva. La cultura degli Spaziali, completamente basata sull'utilizzo del robot positronico, sta avviandosi alla decadenza prevista dai Coloni (i discendenti della seconda ondata di esploratori spaziali partiti dalla Terra) i quali infatti rifiutano completamente l'utilizzo dei robot sui loro mondi. 
Gli Spaziali, che vivono molto più a lungo e che hanno una lunga tradizione di disprezzo razzista verso i Terrestri e i Coloni, da loro considerati inferiori, sono però costretti a mettere da parte temporaneamente il proprio orgoglio e a chiamare una squadra di Coloni per sistemare l'ecologia del pianeta, che rischia di diventare gravemente squilibrata. La presenza dei Coloni è fonte di continua tensione e ha già causato disordini e rivolte, aggravate dall'abitudine degli elementi più turbolenti fra i Coloni di dedicarsi al passatempo di distruggere robot durante qualche serata ad alto tasso alcoolico.
In questa situazione estremamente tesa si verifica un attentato ad una delle principali roboticiste del pianeta, Fredda Leving, ritrovata gravemente ferita nel proprio laboratorio, colpita alla testa in maniera quasi fatale. Ma l'elemento più inquietante ritrovato sulla scena del crimine è una serie di impronte robotiche, lasciate nel sangue sul pavimento, che si allontanano. Per Alvar Kresh, lo sceriffo della città di Ade, incaricato delle indagini, le implicazioni sono spaventose e incredibili: un robot si è allontanato senza prestare soccorso a un essere umano gravemente ferito. Una palese violazione della Prima Legge della Robotica: "Un robot non può recar danno a un essere umano, né può permettere che, a causa del proprio mancato intervento, un essere umano riceva danno." 
Gradualmente si scopre che la Leving stava lavorando a un tipo di robot completamente nuovo e dalle caratteristiche coperte da segreto di stato. È possibile che un robot possa avere commesso un tentato omicidio? La risposta si potrà ottenere solo rintracciando Calibano, il robot fuggiasco, ma il compito non sarà semplice, né per Kresh, né per gli altri protagonisti che, spinti da vari interessi personali, cercano di mettere le mani sul robot prima che lo faccia la polizia.

## Edizioni
- Roger MacBride Allen, Il Calibano di Asimov, traduzione di Pietro De Luca, Arnoldo Mondadori Editore, 1995,  p. 383, ISBN 9788804408079.